# Ядерне роззброєння Білорусі

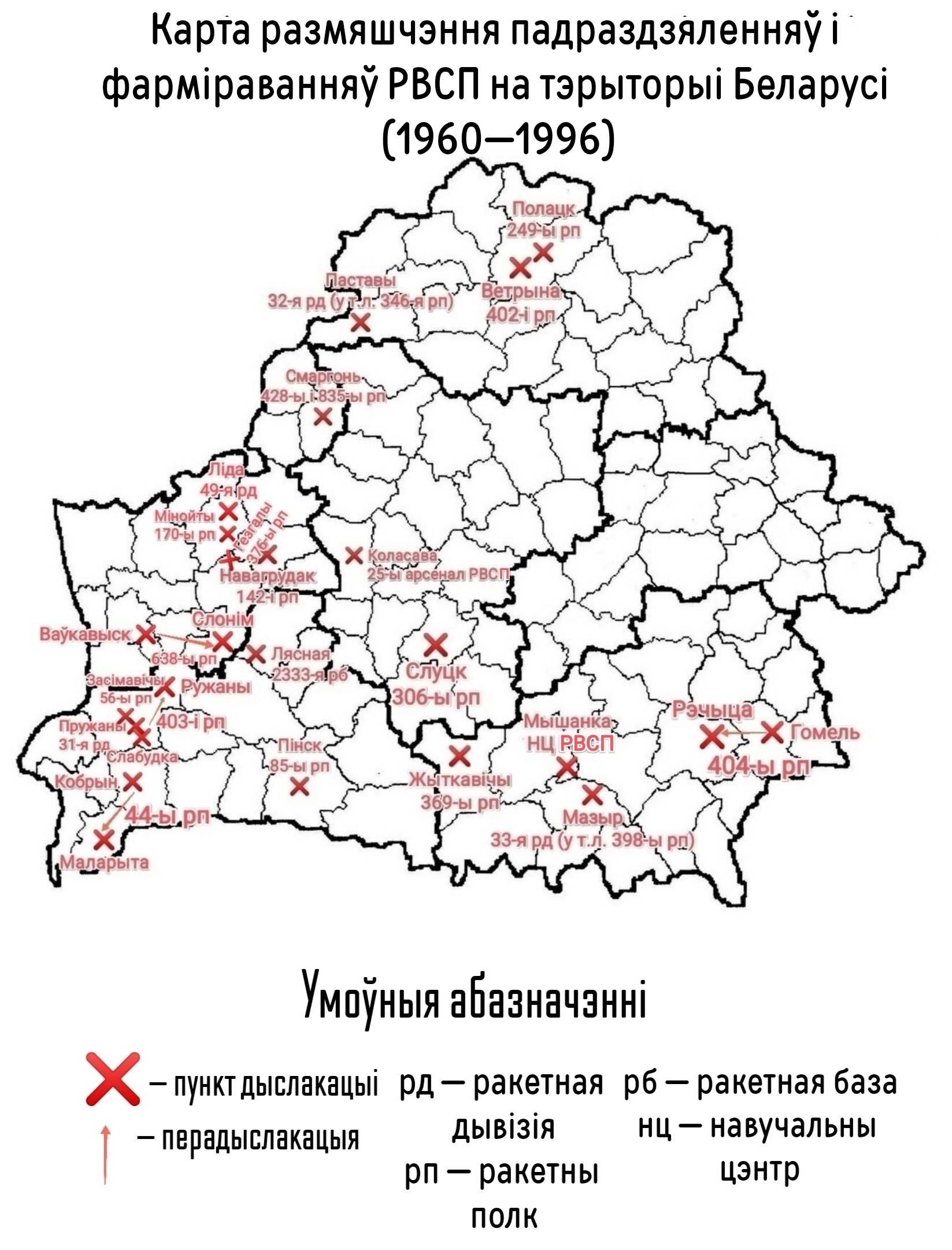
Карта розміщення підрозділів і формувань РВСП на території Білорусії (1960—1996).

Ядерне роззброєння Білорусії (біл. Ядзернае раззбраенне Беларусі) — процес виведення ракетно-ядерного озброєння з території Республіки Білорусь до Росії. Проводилося на тлі масштабної демілітаризації 1992—1996 років.
Білорусь з ПАР (1989—початок 1990-х), Казахстаном (?- квітень 1995) і Україною (березень 1994—червень 1996) стали першими державами, які добровільно відмовилися від можливості володіння ядерною зброєю і здійснили ліквідацію її запасів.

## Огляд
У 1960 році в Білоруській військовій окрузі розмістилися частини 50-ї ракетної Червонопрапорної армії, що входила до складу Ракетних військ стратегічного призначення. У БРСР знаходилися чотири дивізії: 31-ша гвардійська ракетна Брянсько-Берлінська Червонопрапорна, ордена Суворова (Пружани), 32-га ракетна Херсонська Червонопрапорна імені Маршала Радянського Союзу Д.ф. Устинова (Постави), 33-тя гвардійська ракетна Свірська Червонопрапорна, орденів Суворова, Кутузова і Олександра Невського (Мозир) і 49-та гвардійська ракетна Станіславсько-Будапештська Червонопрапорна (Ліда). Спочатку підрозділи оснастили ракетними комплексами Р-12 і Р-14 мобільного і шахтного базування, а в кінці 80-х — мобільними пусковими установками 15п645к (РСД-10 «Піонер») і ракетними комплексами 15п653 (РСД-10 «Піонер-УТТХ»). Деякі сили з цих дивізій були розміщені в Сморгонському, Дзержинському, Дятловському і Слонімському районах.. Сховища ядерних зарядів розташовувалися і при аеродромах дальньої авіації
У 1987 році СРСР і США підписали договір про ліквідацію ракет середньої і меншої дальності. Після цього в Білорусі були знищені всі ракети з дальністю польоту від 500 до 5500 км. Остання з них, Р-12 з Пружан, демонтована 23 травня 1990 року. Раніше, 27 жовтня 1989 року, в Станьково знищена пускова установка ОТР-23 «Ока».
Після розпаду СРСР Білорусь була восьмою країною в світі за запасами ядерної зброї. Загальне число боєзарядів становило 1120. До угруповання стратегічних ядерних сил відносилися близько 180 з'єднань, частин і установ чисельністю близько 40 тис. осіб. Крім Республіки Білорусь, ядерна зброя залишалася на території України, Казахстану і Росії.

## Передумови та підготовка
27 липня 1990 року прийнята декларації про державний суверенітет Білорусі. В одному з пунктів документа обговорювалося, що країна ставить за мету зробити свою територію без'ядерною зоною і стати нейтральною державою. Подібне рішення продиктоване багато в чому настроями в суспільстві, яке після Чорнобильської катастрофи негативно сприймало будь-які атомні технології.
Прагнення до роззброєння позитивно сприйняли в США, які були зацікавлені в тому, щоб кількість країн в «ядерному клубі» залишалася незмінною. Білий дім підтримував ідею передачі всіх запасів правонаступниці Радянського Союзу — Російській Федерації. Вже у вересні 1991 року міністр закордонних справ Білорусі Петро Кравченко і державний секретар США Джеймс Бейкер провели бесіду про без'ядерний статус республіки.
До цього прагнули й інші колишні радянські республіки. 8 грудня в Угоді про створення СНД було прописано, що члени Співдружності зобов'язуються забезпечувати єдиний контроль за ядерною зброєю та її нерозповсюдженням. Наступні угоди, прийняті на межі 1991—1992 років, визначили тимчасовий статус ядерної зброї на територіях Білорусі, Росії, України і Казахстану. Для контролю над озброєнням створювалося об'єднане командування стратегічними силами. У той же час Київ, Астана і Мінськ повинні були приєднатися до Договору про нерозповсюдження ядерної зброї, а потім вивезти свої запаси в Росію. До цього моменту рішення про застосування ядерної зброї міг приймати лише президент Російської Федерації, але за погодженням з керівниками України, Білорусі, Казахстану та інших країн СНД.
У квітні 1992 ріка Білорусь підписала Лісабонський протокол, оформивши членство в договорі про скорочення стратегічних наступальних озброєнь. Одночасно вона стала повноправним членом договору про ліквідацію ракет середньої і меншої дальності. У липні 1993-го країна офіційно приєдналася до Договору про нерозповсюдження ядерної зброї. У свою чергу Велика Британія, США і Росія надали республіці свої гарантії безпеки (Будапештський меморандум).

## Реалізація роззброєння
Для виконання взятих білоруською стороною зобов'язань при Міністерстві оборони створено Національне агентство з контролю та інспекцій. У функції органу увійшла реалізація ядерної демілітаризації. На рівні СНД діяв Комітет з ядерної політики, призначений для узгодженої роботи в галузі ядерного озброєння.
За програмою Нанна—Лугара Вашингтон виділив країні 250 мільйонів доларів на цілі, пов'язані із забезпеченням ядерної безпеки під час демонтажу, передислокації та знищення ядерних боєголовок. Росія також надала допомогу.
20 липня 1994 року, за два з половиною роки до завершення ядерної демілітаризації, країну очолив президент Олександр Лукашенко. Новий голова держави побоювався розширення блоку НАТО. Тоді Лукашенко всерйоз мав намір зупинити вивезення стратегічної зброї, яку він пропонував Росії залишити в Республіці. На той період на її території ще знаходилися 72 ядерні боєголовки. Однак ні Москві, ні Вашингтону не подобалися подібні плани, тому вивезення зарядів продовжилося.
27 листопада 1996 року з під'їзних шляхів залізничної станції біля села Яцуки (Дятловський район Гродненської області) відправлений до Росії останній ешелон з міжконтинентальними балістичними ракетами РС-12М «Тополя». Була проведена урочиста церемонія за участю представників владних структур Білорусі та Росії, а також високопоставлених військовослужбовців. З 1120 боєзарядів 584 ракети підлягали ліквідації за договором 1987 року. Решту забрали Стратегічні ядерні сили Російської Федерації.

## Наслідки і вплив
Діяльність Білорусі з питання ядерної зброї в повному обсязі відповідала інтересам як Заходу, так і Москви, що сприяло зміцненню відносин з обома гравцями. Найбільшу повагу і визнання за політику 1992—1996 висловив Вашингтон. Так, наприклад, президент США Білл Клінтон у другій половині 1990-х під час переговорів між Індією і Пакистаном послався на позитивний приклад Білорусі, яка внесла значний внесок у процес ядерної демілітаризації в світі. Однак у той же час країна отримала набагато менші дивіденди за роззброєння, ніж Україна і Казахстан.
У наступні роки Республіка Білорусь продовжувала дотримуватися антиядерного курсу. Дана політика знайшла своє відображення в 18 статті Конституції.

## Дослідження питання
Тема ядерного роззброєння Білорусії знайшла своє відображення в працях Камишева, Снапковського, Улаховича і Шадурського, що займалися дослідженням історії та розвитку зовнішньої політики республіки. Орлов в роботі з питання ядерного нерозповсюдження в російсько-американських відносин також торкнувся подій першої половини 1990-х в Білорусі. Безпосередньо цю проблему висвітлював Кузьмич.

## Критика
Політика ядерного роззброєння 1992-1996 років в Білорусі оцінюється неоднозначно. В першу чергу критикуються кроки, зроблені головою Верховної Ради Станіславом Шушкевича, який в 1991—1994 роках був головою держави. Їм було прийнято рішення позбутися ракет якомога швидше, причому відмовившись від грошової компенсації Росії. Один з лідерів БНФ і депутат Верховної Ради Сергій Наумчик заявив, що ядерна демілітаризація була необхідна, але на більш вигідних для Білорусі умовах. Перший міністр закордонних справ країни Петро Кравченко у своїх мемуарах «Білорусь на роздоріжжі. Записки політика і дипломата» і зовсім звинуватив Шушкевича в зраді національних інтересів. Нібито він позбавив республіку головного «козиря» в переговорах з Росією.
Загальним моментом, що викликав обурення у Кравченка і Наумчика, стало одноосібне рішення голови Верховної Ради визнати ядерні запаси Білорусі за Москвою, оскільки Шушкевич з цього питання не порадився ні з ким іншим.

У своє виправдання політик заявив наступне:
|  | Білорусь фактично була заручницею Росії. На її поверхні було стільки ядерної зброї, що можна було знищити всю Європу. Я вважав це дуже небезпечною справою, і, як тільки ми підписали Біловезькі угоди, Я сказав: ми виведемо ядерну зброю без попередніх умов, компенсацій, і ми будемо робити це негайно, тому що це загрожує загибеллю білоруської нації, Білорусі. |

У квітні 2010-го Олександр Лукашенко назвав ці події найжорстокішою помилкою. Він також вважав, що необхідно було домогтися більш вигідних умов виведення. Прийшовши до влади, як заявив голова держави, він вже нічого не міг зробити через тиск росіян і американців. Як зазначив Лукашенко, якби ядерна зброя у Білорусі залишилася, то ставлення до неї було б іншим.

## Відновлення
У березні 2023 року після початку Російського вторгнення в Україну 2022 року, в тому числі з території Білорусі, Президент Росії оголосив що розмітить на території Білорусі тактичну ядерну зброю. Лукашенко віддав розпорядження військовим негайно відновити майданчики, на яких були розташовані ядерні боєголовки.
16 січня 2024 року Міністр оборони Білорусі Віктор Хренін у Мінську представив проєкт оновленої військової доктрини, яка виходить із тісних союзницьких відносин із Росією. Вперше передбачена можливість застосування ядерної зброї. 10 грудня 2024 року невизнаний низкою країн президент Білорусі Олександр Лукашенко підтвердив, що в країні справді є ядерна зброя.